# Institut d'égyptologie François-Daumas
L‘Institut d'égyptologie François-Daumas est une chaire universitaire de l'université Paul-Valéry de Montpellier.
Il a été nommé en hommage à François Daumas qui a été directeur de l'Institut français d'archéologie orientale du Caire de 1959 à 1969.